# Museo Arqueológico de Atalanti
El Museo Arqueológico de Atalanti es un museo que está en Atalanti, una ciudad del municipio de Lokrí, en Grecia.

## Historia del museo
Se encuentra en un edificio que fue construido en la década de 1930 y que desempeñaba una función de escuela secundaria. La decisión de asignar el edificio a albergar las antigüedades arqueológicas de la zona se tomó en 1992. Se realizaron una serie de reformas para acondicionar el edificio a su nueva función, que concluyeron en 1998.

## Colecciones

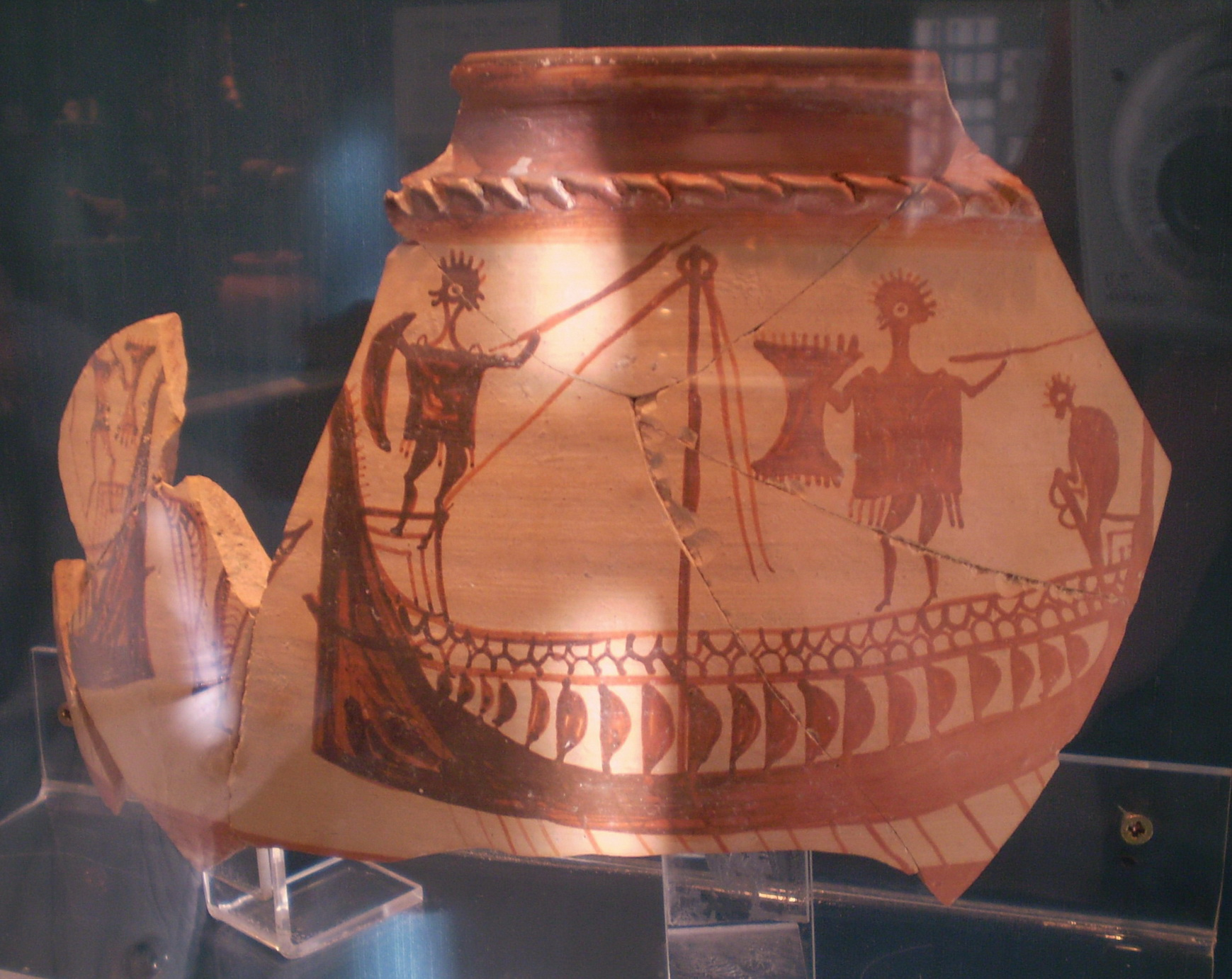
Pieza de cerámica de la antigua Cino.

El museo contiene una colección de periodos comprendidos entre la prehistoria y la época romana procedentes principalmente de yacimientos arqueológicos del área de la antigua Lócrida y de algunos de la parte septentrional de la antigua Fócide. 

### Periodos prehistóricos
Los objetos expuestos se distribuyen entre catorce salas. Del periodo neolítico se exponen vasos, figurillas y herramientas de piedra y hueso. A la Edad del Bronce temprana pertenecen algunos objetos hallados en un asentamiento del área de Proskiná en el que la zona aparece relacionada con la cultura cicládica. Por otra parte, se exponen jarrones pertenecientes al periodo del Bronce Medio y otros objetos hallados en tumbas pertenecientes al periodo micénico entre los que hay armas de bronce, cerámica, joyas y sellos. Es destacable un anillo de oro con la representación de un caballo galopando. Al periodo Heládico tardío IIIC pertenece otra serie de hallazgos procedentes del asentamiento de Cino entre los que destaca una cratera donde aparece representada una escena naval.

### Periodos históricos
De periodos posteriores se pueden encontrar objetos de bronce y de cerámica del periodo geométrico, piezas de cerámica de figuras negras y de figuras rojas de los periodos arcaico y clásico, monedas de diversos periodos, cerámica del periodo helenístico y recipientes de cerámica, vidrio, hierro y bronce de época romana, así como herramientas de hueso.

### Otras áreas temáticas
En una de las salas de exponen herramientas de la Antigüedad pertenecientes a diversas profesiones, como agricultores, pescadores, ceramistas, carpinteros y albañiles y en otra objetos de actividades textiles, que desempeñaban principalmente las mujeres, así como joyas femeninas y juguetes para niños. Por último, hay otra sala donde se hallan objetos relacionados con las prácticas funerarias como máscaras, piedras sepulcrales y objetos diversos que se utilizaban como ajuar funerario.